# Sara Marit Gaup
Sara Marit Gaup, född 18 april 1967, är en norsk-samisk sångerska och tidigare skådespelare som 1987 medverkade i filmen Vägvisaren. Gaup är bosatt i Kautokeino och arbetar vid Avis. Vid sidan av sitt arbete har hon även givit ut två album med andlig musik.

## Diskografi
Studioalbum
- Vuoinnalas Lávlagat  (2002)
- Vuoinnalas Lávlagat II (2010)

## Filmografi
- Vägvisaren (1987)